# فيتور غونسالفيس (لاعب كرة قدم)
فيتور غونسالفيس هو لاعب كرة قدم برتغالي في مركز الوسط، ولد في 25 فبراير 1944 في البرتغال. شارك مع منتخب البرتغال لكرة القدم. أما مع النوادي، فقد لعب مع سبورتينغ لشبونة.

## وصلات خارجية
- فيتور غونسالفيس (لاعب كرة قدم) على موقع قاعدة بيانات كرة القدم.إي يو (الإنجليزية)
- فيتور غونسالفيس (لاعب كرة قدم) على موقع ناشيونال فوتبول تيمز (الإنجليزية)
- فيتور غونسالفيس (لاعب كرة قدم) على موقع عالم كرة القدم.نت (الإنجليزية)